# Ташеро, Жюль-Антуан
Жюль-Антуан Ташеро (фр. Jules-Antoine Taschereau; 19 декабря 1801, Тур — 10 ноября 1874, Париж) — французский учёный, писатель
, публицист, библиотекарь

, редактор, политический деятель.

## Биография
Сын Антуана Ташеро (1760—1817), парламентского юриста. Изучал право в Париже. Сотрудничал с прессой. Приобрел определённую репутацию в издательских кругах, после опубликования «Полного собрания сочинений Мольера» (1823—1824), «Сочинений Буффлера» (1827), «Литературной переписки Гримма и Дидро» (1829—1830) и своей «Истории жизни и творчества Корнеля» (1829), которые составили ему имя среди учёных.
Оппозиционный публицист в эпоху реставрации Бурбонов и прогрессивный депутат во время Июльской монархии, в 1848 г. примкнул к бонапартистам и был во время Империи директором Парижской национальной библиотеки.
Реорганизатор Национальной библиотеки во времена Второй империи.
С момента возникновения редактировал журнал «Le National».

## Избранные труды
- «Histoire de la vie et des écrits de Moliére» (1825)
- «Histoire de la vie et des ouvrages de P. Corneille» (1829).
- Documens biographiques sur La Bruyère.
- Figures de diverses éditions de Voltaire.
- Supplément à la vie de Molière.
- Lettre à M. le Mis de Fortia d’Urban, en réponse à ses Dissertations sur Molière et sur sa femme, 1824.
- Notice sur Boufflers, 1827.
- Histoire de la vie et des ouvrages de Molière, 1828, rééd. 1844, 1851, 1863,
- Histoire de la vie et des ouvrages de P. Corneille, 1829, rééd. 1855, 1869,
- Détails et révélations sur le duel de Dulong, 1834
- Histoire de la troupe de Molière, 1849.
- De l’origine de la chanson de «Cadet Rousselle», et de son auteur, 1850,
- Histoire de la troupe de Molière, feuilleton de l’Ordre, 1874.